# Auer Mühlbach
Der Auer Mühlbach ist ein etwa sieben Kilometer langer, aus Isarwasser gespeister und heute großteils kanalisierter Münchner Stadtbach, im Süden der Stadt München. Er verläuft östlich des Hauptarmes der Isar entlang der Hangkante des Steilufers und ist klassifiziert als Gewässer dritter Ordnung mit einem konstanten Zu- und Abfluss von 10 Kubikmetern pro Sekunde.

## Geschichte

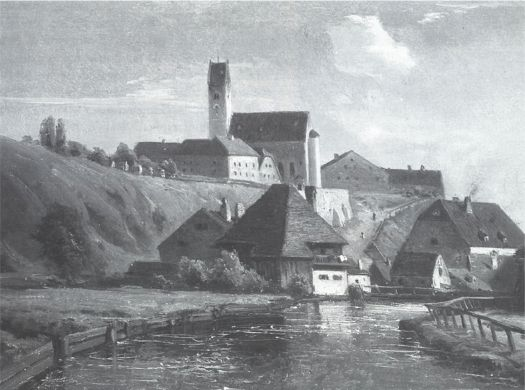
Auer Mühlbach in Giesing um 1850

Schon lange vor der „offiziellen“ Stadtgründung Münchens wurde die Wasserkraft der Isar für den Betrieb von Mühlen genutzt. Da die Isar bis zur zunehmenden Regulierung ab dem 19. Jahrhundert ein wilder Gebirgsfluss war, der seinen Lauf häufig änderte und starke Pegelschwankungen aufwies, baute man die Mühlräder nicht nur im Münchner Raum nicht am unberechenbaren Hauptarm, sondern an einem regulierbaren, künstlich abgeleiteten Nebenarm mit möglichst konstanter Wasserführung, dem Mühlbach. Die erste schriftliche Erwähnung des Baches und einer Mühle zu Kiesingenum (heute Untergiesing) findet sich in einer Urkunde aus dem Jahre 957.
In der ersten Hälfte des 14. Jahrhunderts wurde im Süden Münchens auf Höhe der Marienklause am östlichen Isarsteilufer ein erstes großes Isarwehr erbaut und zwang den Fluss nach Westen, um den Wasserbedarf der aufstrebenden Stadt zu decken. Schon damals regulierte eine im Wehr angebrachte Schleuse den Zufluss zum Auer Mühlbach.
Neben der Antriebskraft für Getreide-, Hammer- und Walkmühlen, Sägewerke und Schleifereien lieferten der Mühlbach und die anderen Stadtbäche auch Brauchwasser für Haus und Garten, für Färbereien und Gerbereien und zum Löschen der früher häufigen gefährlichen Brände. Zugleich dienten die Bäche zur Entsorgung von Fäkalien und Abfällen aller Art.

### Ursprünglicher Verlauf
Die Isar im heutigen Stadtgebiet von München als Gebirgsfluss hatte bis zum Ende des 19. Jahrhunderts ein relativ breites, seinen Weg immer wieder variierendes Bett mit vielen Kiesinseln und Nebenarmen. Der Auer Mühlbach ist solch ein alter Teil der Isar, der im Lauf der Jahrhunderte immer stärker reguliert und kanalisiert wurde. Seit 1330 auf Höhe der heutigen Marienklause ein erstes großes Stauwehr errichtet wurde, um das Wasser der Isar für den Bedarf der wachsenden Stadt nach Westen zu zwingen, zweigte der Bach am Auer Senkbaum gegenüber der heutigen Zentrallände durch eine Schleuse vom östlichen Ufer der Isar ab.

### Freilegung
Wie andere Münchener Stadtbäche wurde der Auer Mühlbach verrohrt und teilweise mit Betondecken versehen. Erst im Zuge der Umweltbewegung der vergangenen Jahrzehnte wurde versucht, dies rückgängig zu machen, im Falle des Auer Mühlbachs erfolgreich. Das Gewässer ist nach dem Jahr 2000 nach Entfernung der Betondecken wieder erlebbar. Nur auf Höhe des Mariahilfplatzes ist dies unterbrochen, wo sich die Fachakademie für Sozialpädagogik der Armen Schulschwestern von unserer Lieben Frau befindet.

## Verlauf

### Ableitung aus dem Isar-Werkkanal

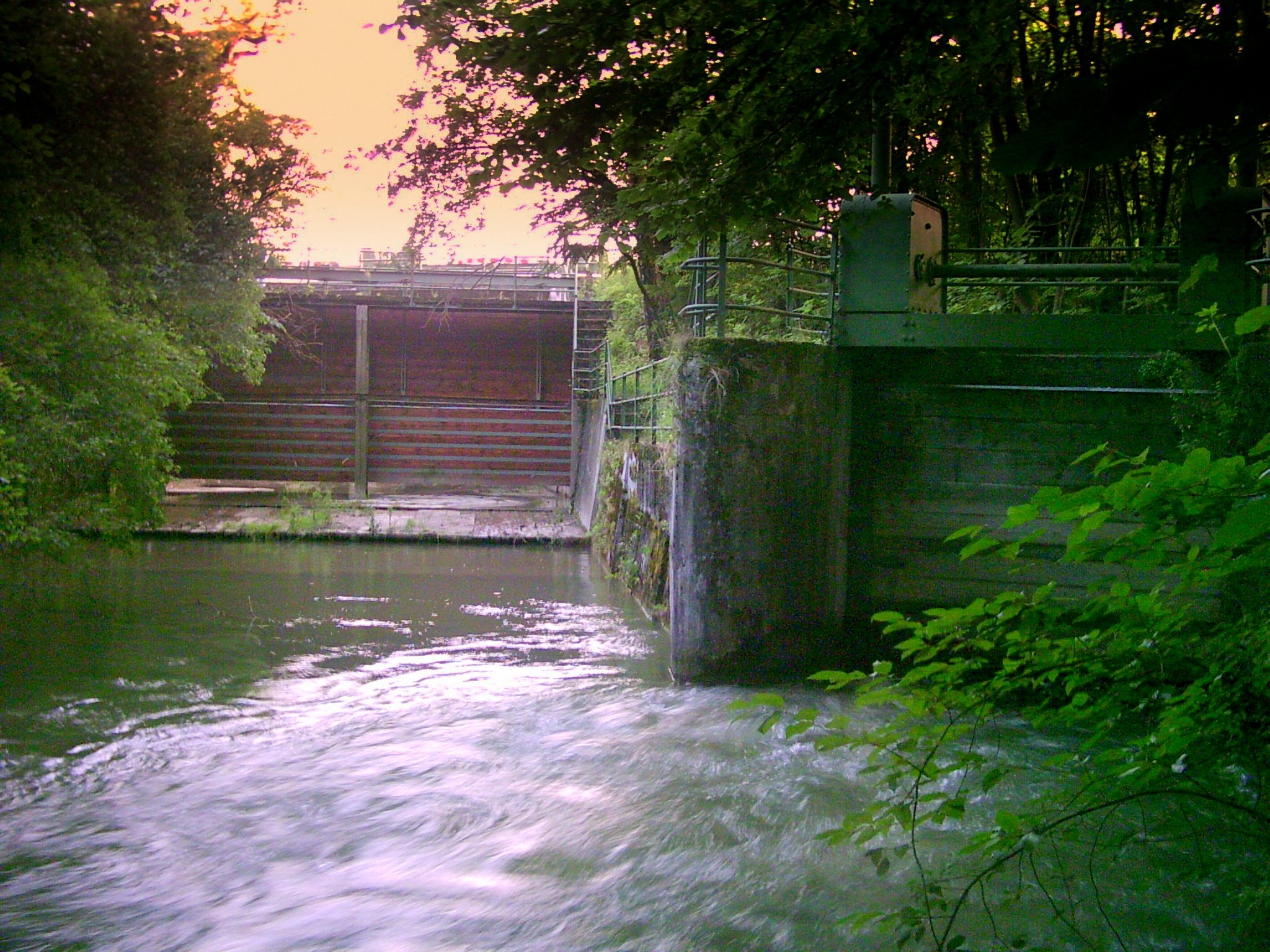
Austritt des Auer Mühlbachs aus dem Düker im Bild rechts, im Hintergrund die trockene Isarschleuse

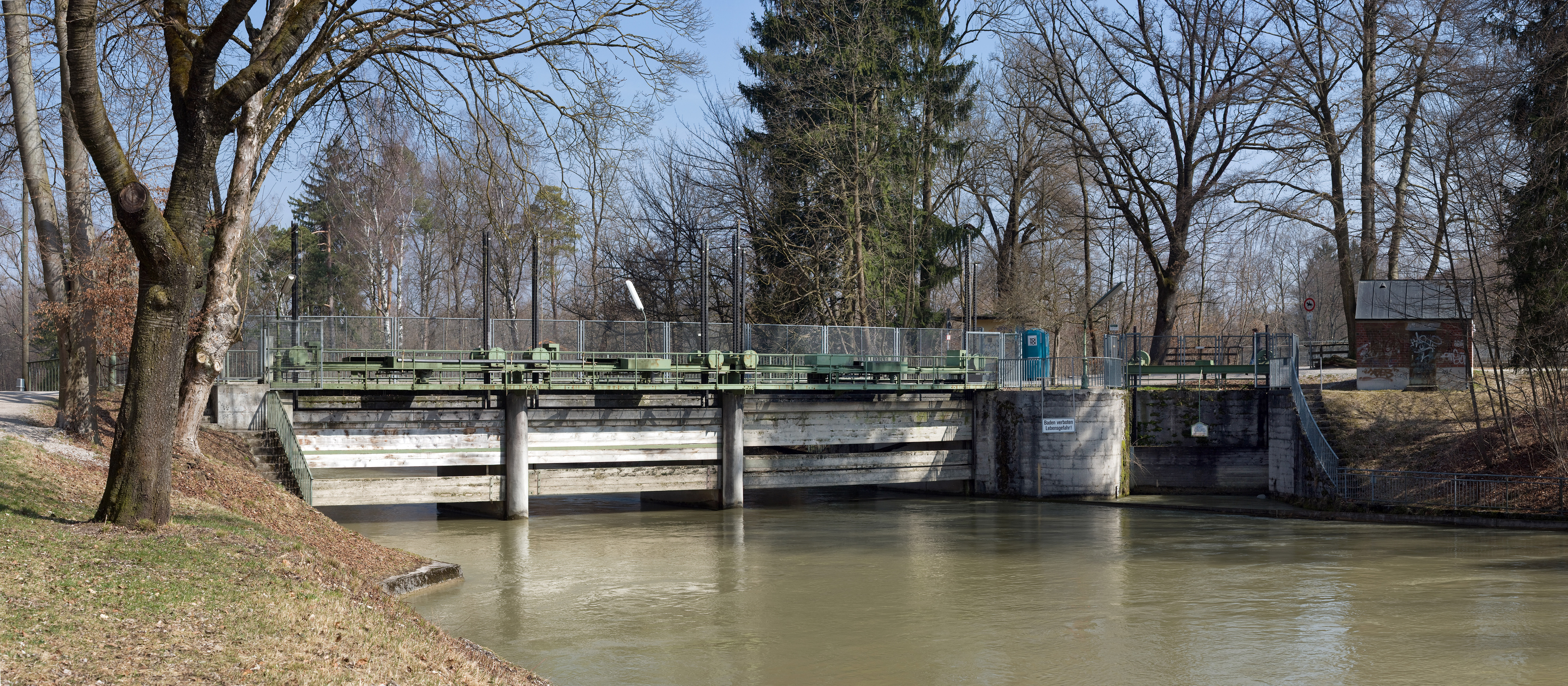
Ableitung des Auer Mühlbachs an der Wehranlage im Isar-Werkkanal

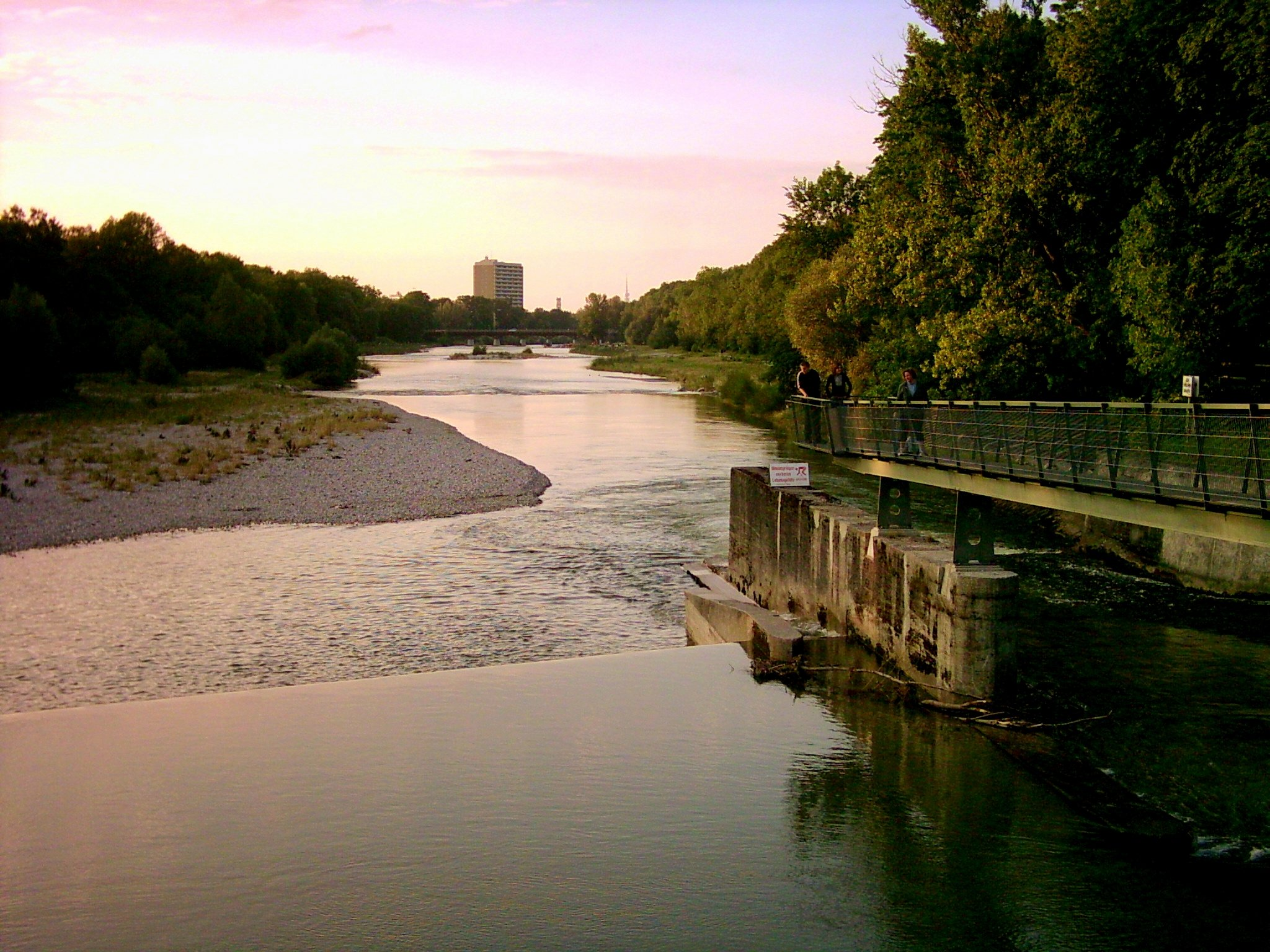
Die Kante des Wasserfalls zeigt den Verlauf des Dükers an

Um den steigenden Bedarf der Stadt an elektrischem Strom zu decken, wurde von 1905 bis 1907 westlich parallel zur Isar der Isar-Werkkanal angelegt, durch den das Potential der Isar für größere Wasserkraftwerke genutzt werden konnte. Seit Errichtung des Isarwerks 1 (Südwerk) im Jahr 1906 wird der Auer Mühlbach in der Nähe der Floßlände bei Flusskilometer 153,30 (48° 5′ 31″ N, 11° 32′ 55″ O) an dem Wehr, das die Verlängerung des Marienklausenstegs bildet, aus diesem Kanal ausgeleitet, fließt in einem rund 160 Meter langen Düker (Tunnel), dessen Verlauf an der Kante der Staustufe flussabwärts der Marienklausenbrücke ablesbar ist, in nordöstlicher Richtung unter der Isar hindurch und tritt unterhalb der Marienklause knapp vor dem Südende des Tierparks Hellabrunn auf der östlichen Flussseite in den früheren Auen wieder ans Tageslicht.
Zusätzlich besteht knapp oberhalb des Dükerendes eine Schleuse aus der Isar selbst, diese liegt jedoch die meiste Zeit über trocken und wird nur bei Isar-Hochwasser genutzt, um den Fluss über den Auer Mühlbach zu entlasten.
Diese aufwändigen Baumaßnahmen sollten mit dem wasserbautechnischen Wissen der jeweiligen Zeit einen möglichst konstanten Wasserzustrom für die Mühlen und Wasserkraftwerke am Mühlbach auch bei Niedrigwasser der Isar garantieren.

### Weiterer Verlauf

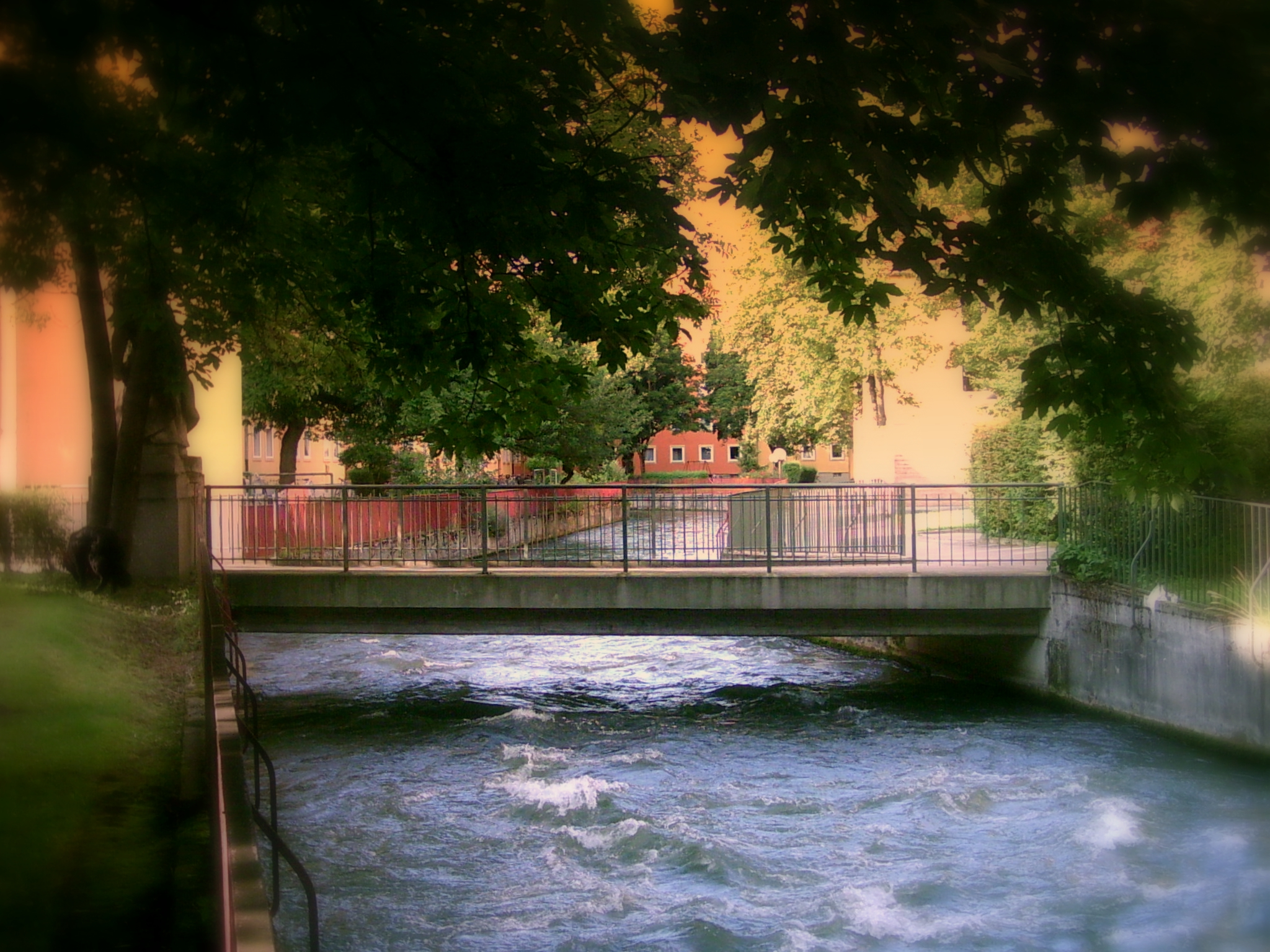
Auer Mühlbach in Untergiesing

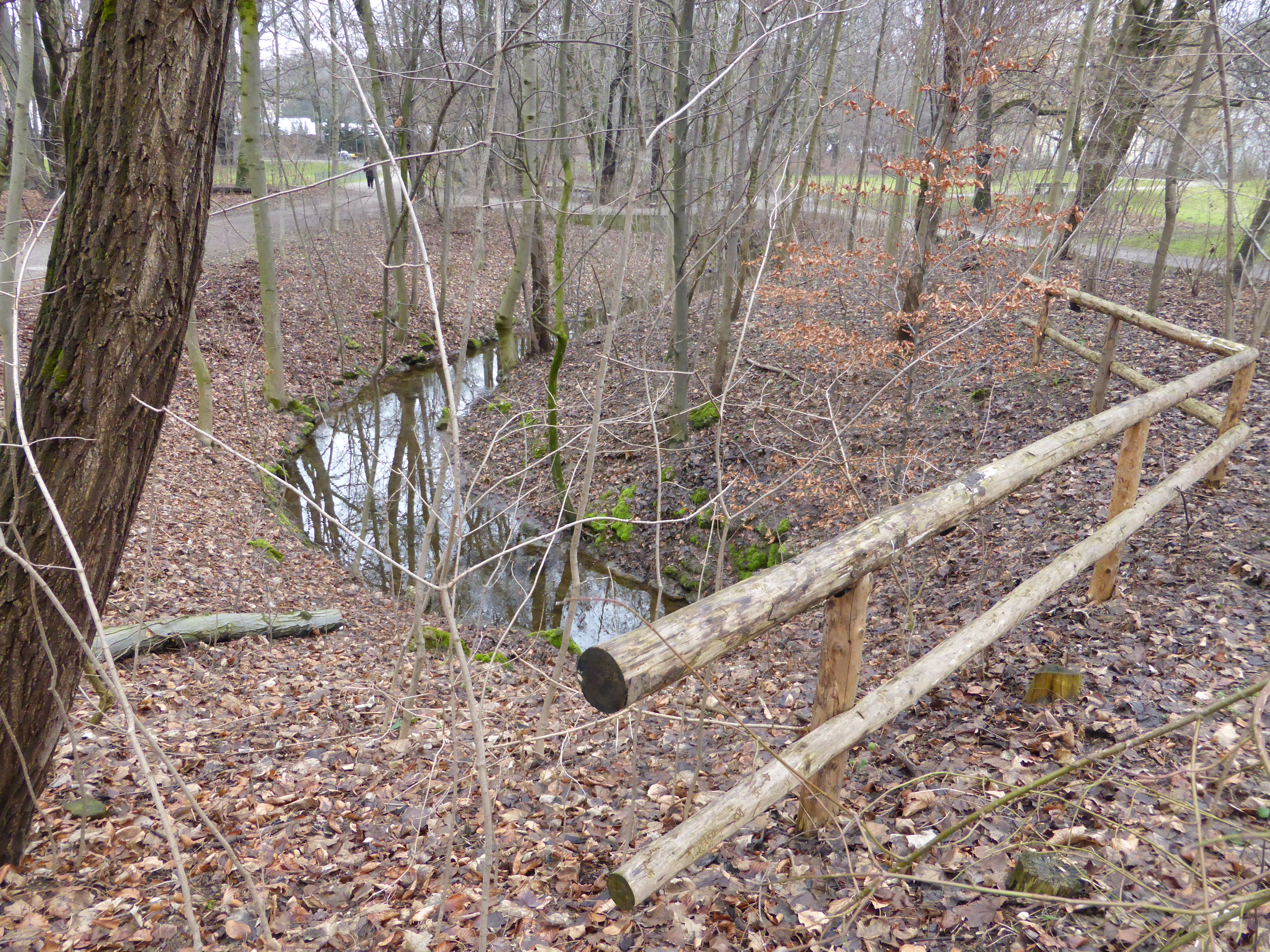
Freibadbächl in den Frühlingsanlagen

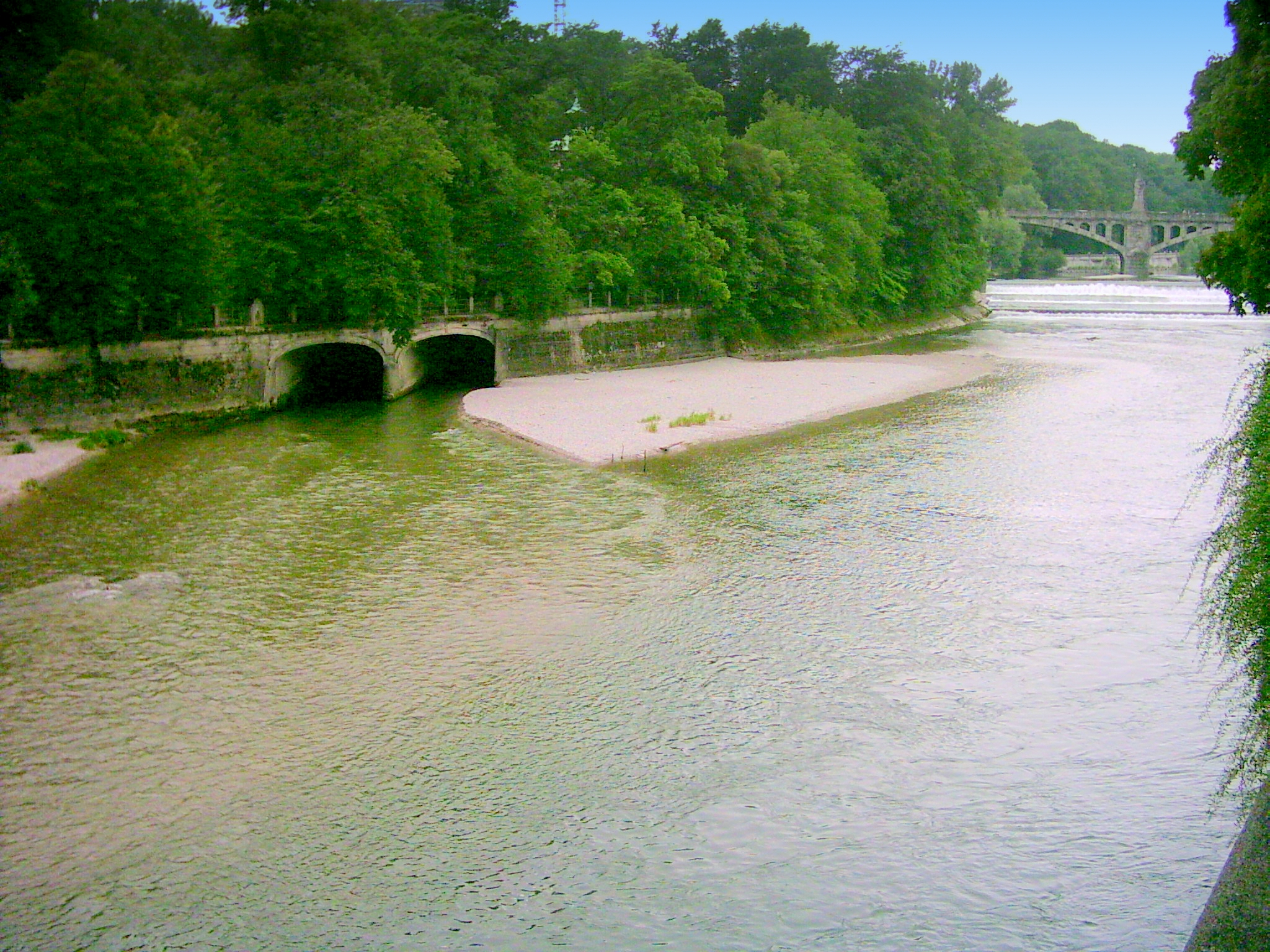
Mündung des Auer Mühlbachs (li.) in die Isar (re.)

Im Tierpark, der seinen Wasserbedarf über eine große Zahl an Grundwasser- und Hangquellen weitgehend selbstständig decken kann, bietet der gestaltete Auer Mühlbach in vielen vernetzten Biotopen einer großen Zahl von Tier- und Pflanzenarten eine Heimat.
Nach dem Verlassen des Tierparks fließt der Bach durch Siebenbrunn zwischen der unteren Hangkante und Schrebergärten weiter in Richtung Norden und passiert dabei die Kraemer’sche Kunstmühle und das Kraftwerk Bäckermühle. In Untergiesing wird er zum ersten Mal unter die Erde verlegt.
Der weitere Weg des Auer Mühlbach führt (teilweise überbaut) durch die Stadtteile Untergiesing und Au.
Ursprünglich mündete der Mühlbach gegenüber der Praterinsel wieder in die Isar. Seit einer Verlängerung 1893 wird er jedoch kanalisiert parallel zur Isar geführt, läuft ein Stück unterirdisch unter dem Maximilianswerk hindurch und mündet auf halber Strecke zwischen Maximiliansbrücke und Luitpoldbrücke bei Flusskilometer 146,60 (Lage: 48° 8′ 21″ N, 11° 35′ 39″ O) knapp stromabwärts des Maximilianswerks und der Nordspitze der Praterinsel wieder in die Isar.

### Zuflüsse
Der einzige längere Zufluss des Auer Mühlbachs ist der Harlachinger Quellbach, der auch Siebenbrunner Bächl genannt wird. Sein Ursprung liegt an der Hangkante des Harlachinger Bergs im Tierpark Hellabrunn. Während der Auer Mühlbach hier etwas entfernt von der Hangkante verläuft, bleibt der Harlachinger Quellbach nahe an der Hangkante und wird von einigen Quellen zwischen dem Tierpark und dem Gasthaus Siebenbrunn gespeist. Etwa 300 Meter hinter Siebenbrunn mündet er in den Auer Mühlbach.
Auch auf seinem weiteren Verlauf erhält der Auer Mühlbach Verstärkung von verschiedenen Hangquellen, z. B. an der Quellenstraße und unterhalb des Gasteig.

### Abzweige
Der Aubach, auch Aubächl genannt, ist ein Seitenarm des Auer Mühlbachs, der im Tierpark von diesem abzweigt. Er hat eine Länge von 1,4 km und führt eine Wassermenge von 0,4 m³/s. Während der Auer Mühlbach nahe der Hangkante des Isarhochufers fließt, bleibt das Aubächl in der Nähe der Isar und fließt in vielen Windungen durch die südlichen Isarauen. Auf der Höhe des Flauchers wurde früher ein Teil des Wassers in die Isar abgelassen. Ab hier wird der Bach als Freibadbächl bezeichnet. Er erweitert sich zum zweigeteilten Entenweiher, unterquert die Bahnstrecke München–Rosenheim und gelangt in die Baumschule Bischweiler, in der er seit deren Umgestaltung im Jahr 2010 ein wesentliches Element darstellt. Anschließend wird er unterirdisch durch das Schyrenbad geführt, das er einst versorgte und das ihm seinen Namen gab. Nördlich des Schyrenplatzes fließt er wieder offen durch die Frühlingsanlagen, wird dann unterirdisch in einem Auslaufkanal weitergeführt und mündet knapp flussaufwärts der Museumsinsel in die Kleine Isar.
Kurz vor der ehemaligen Kraemer’schen Kunstmühle zweigt der Kunstmühlnebenbach oder Kunstmühlennebenbach, auch Umlaufgraben genannt, vom Auer Mühlbach ab und vereint sich nach etwa 440 m hinter der Mühle wieder mit ihm.
Etwas abwärts des Mariahilfplatzes zweigt der Kegelhofbach vom Auer Mühlbach ab, fließt aber schon nach 250 m wieder in ihn zurück.

### Aufgelassene Abzweige
Mehrere frühere Abzweige des Auer Mühlbachs wurden inzwischen aufgelassen. Dazu zählen u. a. der Entenbach, der zur Kinderzeit von Karl Valentin noch unterirdisch an seinem Elternhaus vorbeifloss und 1901 aufgelassen wurde, der Auerfehlbach, das Falkenbächl und der für den Betrieb des Muffatwerks als Brunnhaus geschaffene Muffatbrunnhauskanal.

## Nutzung

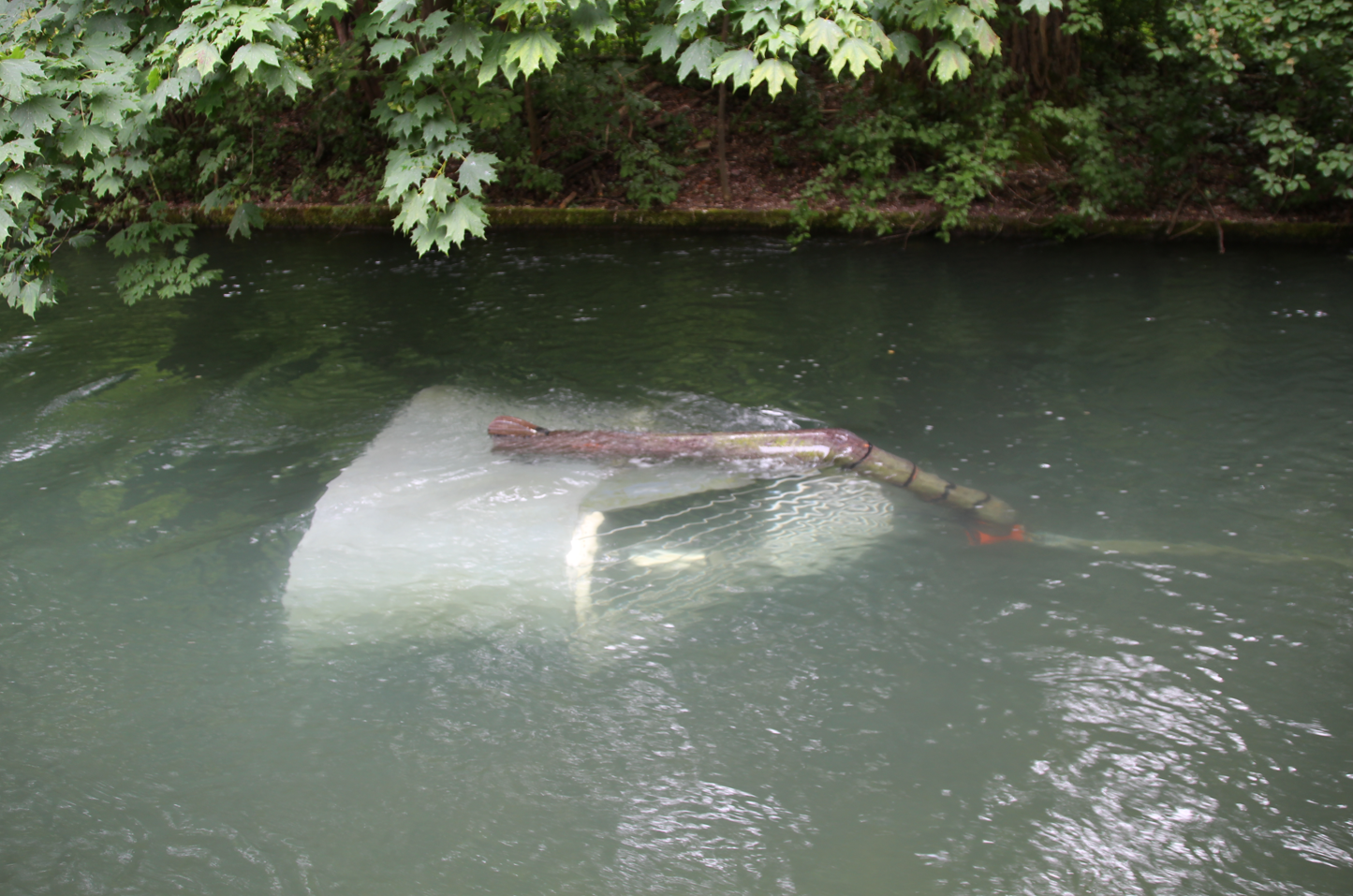
Das Mikro Strömungskraftwerk an seinem Pilotstandort im Auer Mühlbach.

Auch heute noch dient der Auer Mühlbach zur Energiegewinnung. Die Kraemer’sche Kunstmühle erzeugte bis zu ihrer Stilllegung 2007 mit Wasserkraft etwa ein Viertel der von ihr benötigten elektrischen Energie. Heute wird die Energie ins Stromnetz eingespeist. Auch das Kraftwerk Bäckermühle, das Kraftwerk am Muffatwerk und das Maximilianswerk liefern elektrische Energie. Seit Anfang 2023 schwimmt wenige Meter oberhalb der Krämer'schen Kunstmühle die Pilotanlage des Startups Energyminer.
Unterhalb des Nockherbergs befindet sich noch ein Wehr mit einer Jonval-Turbine.
Die Wasserturbine treibt eine Kältemaschine aus dem Jahr 1880 an.
Bis 1971 wurde die Maschine zur Raumkühlung in der Paulaner Brauerei genutzt. Heute läuft sie nur noch zu Demonstrationszwecken.